# Список объектов всемирного наследия ЮНЕСКО в Туркменистане
В списке Всеми́рного насле́дия ЮНЕ́СКО в Туркменистане значится 3 наименования (на 2010 год), это составляет 0,2 % от общего числа (1248 на 2025 год). Кроме этого, по состоянию на 2010 год, 8 объектов на территории Туркменистана находятся в числе кандидатов на включение в список всемирного наследия. Туркменистан ратифицировал Конвенцию об охране всемирного культурного и природного наследия 30 сентября 1994 года. Первый объект, находящийся на территории Туркменистана, был занесён в список в 1999 году на 23-й сессии Комитета всемирного наследия ЮНЕСКО.

## Список
В данной таблице объекты расположены в порядке их добавления в список всемирного наследия ЮНЕСКО.
| # | Изображение | Название              | Местоположение                     | Время создания       | Год внесения в список | №      | Критерии |
| - | ----------- | --------------------- | ---------------------------------- | -------------------- | --------------------- | ------ | -------- |
| 1 |             | Мерв Gadymy Merw      | Велаят: Марыйский                  | III—II века до н. э. | 1999                  | № 886  | ii, iii  |
| 2 |             | Кёнеургенч Köneürgenç | Велаят: Дашогузский                | XI—XVI века          | 2005                  | № 1199 | ii, iii  |
| 3 |             | Ниса Nusaý            | Багир, Копетдагский этрап, Ашхабад | III                  | 2007                  | № 1242 | ii, iii  |

## Кандидаты в список
В данной таблице расположены кандидаты в список всемирного наследия ЮНЕСКО.
| # | Изображение | Название                                               | Местоположение                          | Время создания     | Год внесения в список | №      |
| - | ----------- | ------------------------------------------------------ | --------------------------------------- | ------------------ | --------------------- | ------ |
| 1 |             | Дехистан Dehistan — Misserian                          | Велаят: Балканский                      | III век до н. э.   | 1998                  | № 967  |
| 2 |             | Бадхызский заповедник Bathyz goraghanasy               | Велаят: Марыйский                       | 1941               | 2009                  | № 5432 |
| 3 |             | Сюнт-Хасардагский заповедник Sünt Hasardag goraghanasy | Велаят: Балканский                      | 1977               | 2009                  | № 5433 |
| 4 |             | Кугитангский заповедник Köýtendag goraghanasy          | Велаят: Лебапский                       | 1989               | 2009                  | № 5434 |
| 5 |             | Репетекский заповедник Repetek goraghanasy             | Велаят: Лебапский                       | 1927               | 2009                  | № 5435 |
| 6 |             | Амударьинский заповедник Amyderýa goraghanasy          | Велаят: Лебапский                       | 1982               | 2009                  | № 5436 |
| 7 |             | Хазарский заповедник Hazar goraghanasy                 | Велаят: Балканский                      | 1932               | 2009                  | № 5437 |
| 8 |             | Памятники Великого Шёлкового пути в Туркменистане      | Велаяты: Лебапский, Марыйский, Ахалский | С II века до н. э. | 2010                  | № 5521 |